# بريحان
بريحان بلدية تابعة دائرة بن مهيدي بولاية الطارف الجزائرية.

## الموقع الجغرافي
تقع بين بن مهيدي و البسباس ويقطنها حوالي 26000 نسمة.